# Węzeł autostradowy Stuhr
Węzeł autostradowy Stuhr (niem. Autobahndreieck Stuhr, AD Stuhr, Dreieck Stuhr) – węzeł drogowy na skrzyżowaniu autostrad A1 i A29 w regionie metropolitarnym Bremy w Niemczech. Nazwa węzła pochodzi od nazwy gminy Stuhr.
| Z                            | Do                   | Średnie dzienne natężenie ruchu |
| ---------------------------- | -------------------- | ------------------------------- |
| AS Bremen/Brinkum (A1)       | AD Stuhr             | 79 400                          |
| AD Stuhr                     | AS Groß Ippener (A1) | 50 300                          |
| AS Dreieck Delmenhorst (A28) | AD Stuhr             | 44 000                          |

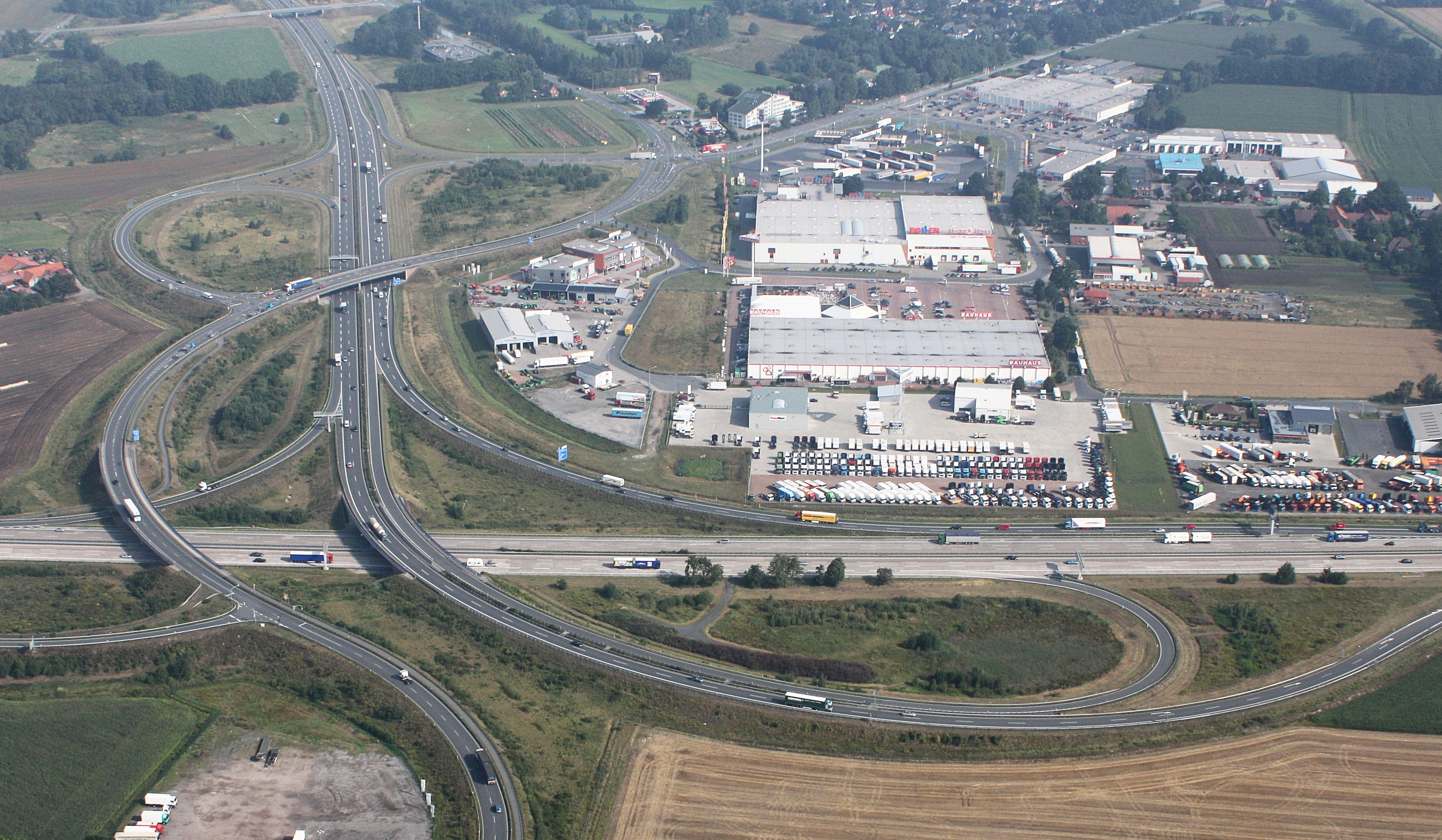
Węzeł Stuhr (widok z lotu ptaka)